# Широкий (Магаданская область)
Широкий — посёлок (в 1957—2013 годах — посёлок городского типа) в Сусуманском городском округе Магаданской области России.

## География
Расположен на левобережье реки Бёрёлёх (басс. Колымы) в 33 км к северу от Сусумана, в 420 км к северо-западу от Магадана.

## История
Топоним «Широкий» на Колыме появился в конце 1920-х, когда по реке Бохапче на плотах «Разведчик» и «Даёшь золото!» в 1928 году сплавлялся передовой разведотряд Ю. А. Билибина и один из порогов реки оказался очень длинным, но назвали его Широким; посёлок Широкий более точно соответствует своей географии, поскольку расположился в широкой долине левого берега реки Берелёх.
Посёлок являлся основным станом одноимённого прииска, основанного геологами-разведчиками Берелёхского районного Геологоразведочного управления в 1951 году. Основное назначение — добыча золота на базе золотых россыпей, которые с помощью шурфовочных линий нашли в 1947 году нач. отдела россыпей Е. З. Горбунов вместе с и. о. старшего геолога Хевкандьинского разведрайона Н. Н. Смирновым в долине левых берегов ручьёв Двойной и Ленковый.
В конце 1970-х годов посёлок Широкий являлся центральной базой Берелёхского ГОКа, образованного в 1977 году при реорганизации Сусуманского ГОКа. В Берелёхский ГОК вошли четыре прииска:
- «Мальдяк» (образован в 1937 году),
- «Широкий» (1951, на базе приисков «Ленковый» (1938) и «Скрытый» (1940)),
- «Ударник» (1938, на базе приисков «Заболоченный» и «Стахановец»),
- «Буркандья» (1959).

В 1960-е годы на прииске «Широкий» начали проводиться школы передового опыта, а ГОК неоднократно выходил победителем соцсоревнования. Всё это способствовало тому, что появились свои, местные Герои Социалистического Труда: А. А. Грозин, И. А. Кудым.
С 2013 года Широкий — сельский населённый пункт. До 2015 года был административным центром сельского поселения посёлок Широкий.

## Население
| 1959  | 1970  | 1979  | 1989  | 1991  | 1992  | 1993  |
| ----- | ----- | ----- | ----- | ----- | ----- | ----- |
| 4716  | ↘1658 | ↗1936 | ↗1946 | ↘1884 | ↘1857 | ↘1704 |
| 1994  | 1995  | 1996  | 1997  | 1998  | 1999  | 2000  |
| ↘1682 | ↘1632 | ↗1656 | ↗1662 | ↗1877 | ↗1965 | ↘1874 |
| 2001  | 2002  | 2004  | 2005  | 2006  | 2007  | 2008  |
| ↘1781 | ↘585  | ↘495  | ↘427  | ↘361  | ↘320  | ↘313  |
| 2009  | 2010  | 2011  | 2012  | 2013  | 2019  | 2020  |
| ↘303  | ↘80   | ↘77   | ↘65   | ↘54   | ↘30   | ↘0    |
| 2021  |       |       |       |       |       |       |
| ↗78   |       |       |       |       |       |       |